# 青坊主

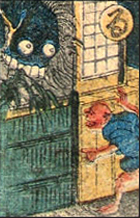
妖怪かるた「るすの間に出るばけ物」に描かれる青坊主

青坊主（あおぼうず）は、日本の妖怪である。日本各地の伝承にその名が確認されているが、様相はそれぞれ異なる。鳥山石燕の画集『画図百鬼夜行』にその名で描かれている絵画が存在する。

## 民間伝承の青坊主
伝承上の青坊主は、地域や話によって性質などが異なり一定したイメージがあったわけではなく、何か大きな人影のようなもの、大きな坊主姿のものとされることが多い。和歌山県日高郡みなべ町では青くて大きい青坊主が出たといい、福島県大沼郡金山町ではイタチの化けた青坊主、岐阜県や広島県ではタヌキの化けた青坊主が現れたといわれる。静岡県榛原郡でも詳細は不明だが青坊主の話がある。
長野県
とある松の木を、息を止めて7回りすると出現し、「石踏むな、松折るな」と告げる。かつて、とある淵に主として住んでいた大鯉が、人間に生け捕りにされそうになって大暴れを始め、村人たちが大鯉を鎮めようと植えたのがこの松の木だという。
静岡県
春の日暮れに、家に帰り遅れた子供が麦畑を走っていると、麦の中から青坊主が現れてその子をさらうといわれ、春の日暮れに子供を畑に出さない謂れがある。
岡山県
青い体色、もしくは青い衣服を着た大坊主の妖怪。空家などに出現する。
山口県
山の神が小坊主となった姿。人間の前に現れ、相撲をとろうと誘いかける。外見は小さくとも実体は神であるため、その姿に油断して相撲に挑もうものなら、あっという間に放り投げられてしまい、命の危険にすら晒されかねない。
香川県
女性の前に現れ「首を吊らんか」と誘いかける。断れば消え去ってしまうが、何も言わずに無視していると、無理矢理襲い掛かって女性を気絶させ、本当に首吊りにしてしまう。

### 都市伝説の青坊主
昭和以降、各地の都市伝説（学校の怪談）としての青坊主の名が語られている。
山形県
とある山沿いの小学校のトイレで、便器から青い頭の坊主が顔を出し、こちらを睨むといわれる。
福島県
山形と同様、昭和10年代前半に、小学校のトイレで青坊主が出現したといい、当時の生徒たちは恐ろしくて用を足すことができなかったという。

## 画図百鬼夜行の青坊主

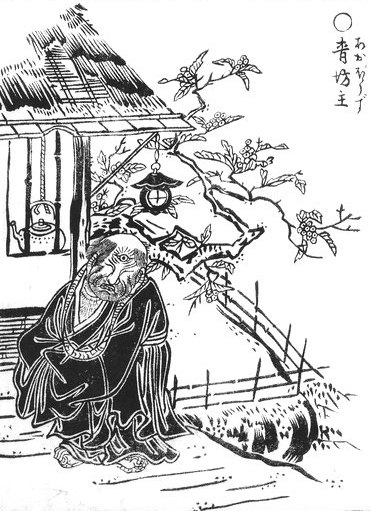
鳥山石燕『画図百鬼夜行』より「青坊主」

石燕による絵では、草庵のそばに立つ一つ目の法師の姿で描かれているが、『画図百鬼夜行』中に解説文が一切ないため、どのような妖怪を描いたのか詳細は不明。しかし、佐脇嵩之の『百怪図巻』などの石燕以前に描かれた江戸時代の絵画の「目一つ坊」を原案として描かれたとされる。
「青」は未熟の意に通じるため、石燕は修行の足りない坊主を妖怪として描いたのではないかとの説がある。